# Diadegma dominans
Diadegma dominans är en stekelart som först beskrevs av Walker 1860.  Diadegma dominans ingår i släktet Diadegma och familjen brokparasitsteklar. Inga underarter finns listade i Catalogue of Life.